# Dominik Vũ Đình Tước

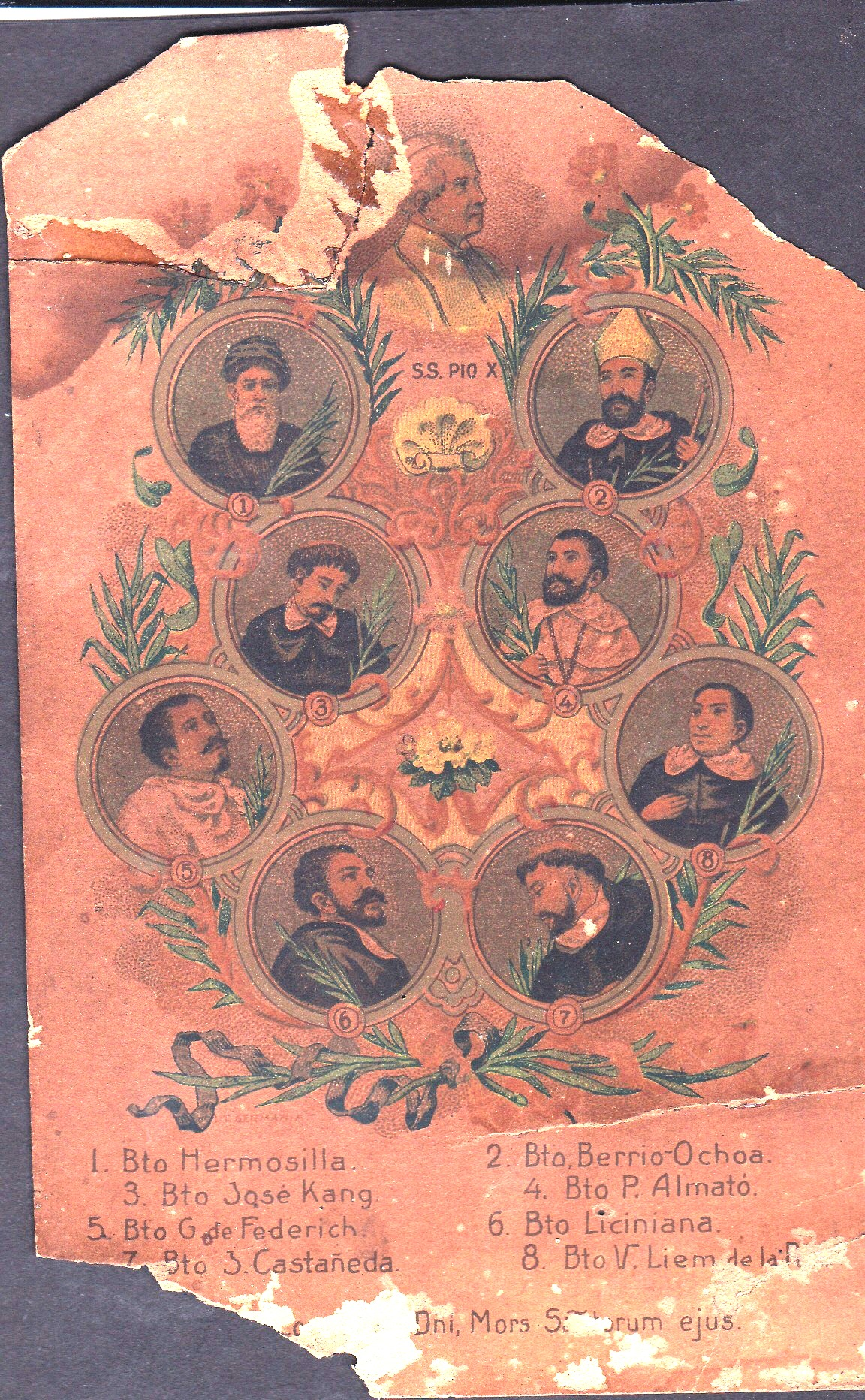
Karta wydana w 1906 roku dla upamiętnienia beatyfikacji Wietnamskich męczenników

Św. Dominik Vũ Đình Tước (wiet. Ðaminh Vũ Đình Tước) (ur. ok. 1775 r. w Trung Lao, prowincja Nam Định w Wietnamie – zm. 2 kwietnia 1839 r. w prowincji Nam Định w Wietnamie) – dominikanin, męczennik, święty Kościoła katolickiego.

## Życiorys
Dominik Vũ Đình Tước urodził się ok. 1775 r. Wstąpił do zakonu dominikanów. Dokładna data przyjęcia przez niego święceń kapłańskich nie jest znana. Został uwięziony przez bandę składającą się z ok. 40 ludzi. Gdy dowiedzieli się o tym miejscowi chrześcijanie, zgromadzili się, żeby go uwolnić. Bandyci, zorientowawszy się w powstałej sytuacji, uciekli zabierając Dominika Vũ Đình Tước ze sobą, a następnie postanowili go natychmiast zabić. Miało to miejsce 2 kwietnia 1839 r.
Dzień wspomnienia: 2 kwietnia; 24 listopada w grupie 117 męczenników wietnamskich.
Beatyfikowany 27 maja 1900 r. przez Leona XIII, kanonizowany przez Jana Pawła II 19 czerwca 1988 r. w grupie 117 męczenników wietnamskich, ofiar prześladowań religijnych, które w okresie od 1645 do 1886 roku pochłonęły 113 tys. ludzi.